# The Windshield Wiper
 (juillet 2025).
Pour plus de détails, voir Fiche technique et Distribution.
The Windshield Wiper est un film américano-espagnol réalisé par Alberto Mielgo, sorti en 2021.

## Synopsis
Dans un café, alors qu'il fume son paquet de cigarettes, un homme s'interroge sur l'amour.

## Fiche technique
- Titre : The Windshield Wiper
- Réalisation : Alberto Mielgo
- Scénario : Alberto Mielgo
- Montage : Alberto Mielgo
- Production : Alberto Mielgo et Leo Sanchez Barbosa
- Société de production : Pastel, Leo Sanchez Studio, Pinkman TV et Many Enterprises
- Pays de production :  États-Unis et  Espagne
- Genre : Animation, fantastique et romance
- Durée : 14 minutes
- Dates de sortie : 
  - France : 13 juillet 2021 (Quinzaine des réalisateurs)
  - États-Unis : 25 février 2022

## Distinctions
Le film a reçu l'Oscar du meilleur court métrage d'animation.